# Yehoshua Feigenbaum
Yehoshua "Shiye" Feigenbaum - em hebraico, שייע פייגנבוים (Jafa, 5 de dezembro de 1947) é um ex-futebolista e treinador de futebol israelense que tem sua carreira ligada ao Hapoel Tel Aviv.

## Carreira

### Jogador
Jogou também por Shimshon Tel-Aviv, Hapoel Jerusalém, Hapoel Ramat-Gan e Hapoel Haifa. Encerrou a carreira neste último, em 1983, aos 34 anos, mas voltou a jogar no mesmo ano, pelo Beitar Ramla.
Pela Seleção Israelense de Futebol, disputou 50 partidas e marcou 24 gols. Disputou as Olimpíadas de 1968 e a Copa de 1970, única disputada pelo país.

## Treinador
Feigenbaum, conhecido pelo apelido de Shiye, virou treinador ainda em 1983, comandando o Hapoel Haifa. Sua última equipe foi o Hapoel Kfar Saba, treinado por ele em 2013.
Em 30 anos como técnico, o ex-atacante comandou 17 clubes no futebol israelense.